# Джиро д'Італія 2022

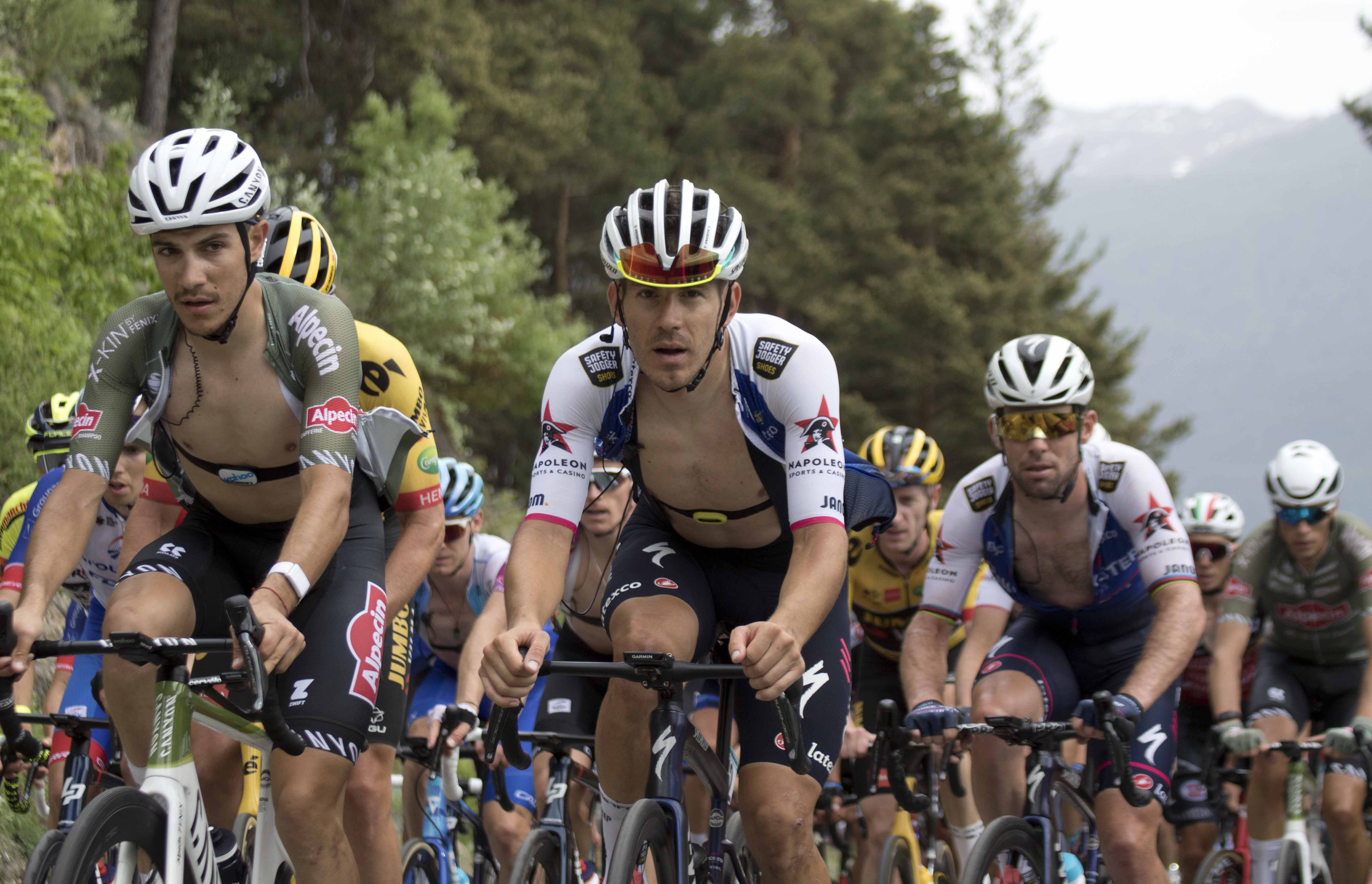
Під час етапу

105-й випуск Джиро д'Італія — шосейного гранд-туру по дорогах Італії, Угорщини та Словенії. Старт в 14-й раз в історії відбувся за межами Італії, в столиці Угорщини — Будапешті. Фінішувала гонка у Вероні. Перемогу здобув австралійський велогонщик Джей Гіндлі.
Старт в Угорщині планувався ще в 2020 році, але через пандемію COVID-19 перегони в той рік пройшли виключно на території Італії.